# Molokaʻi Light
Hải đăng Molokai, còn được gọi là Hải đăng Molokai của Lực lượng Bảo vệ Bờ biển Hoa Kỳ, là một ngọn hải đăng ở Kalawao County, Hawaii, trên đảo Molokai. Địa điểm này được thành lập vào năm 1909 và được liệt kê trong Sổ bộ Địa danh Lịch sử Quốc gia Hoa Kỳ vào năm 1982.